# Straż! Straż!
Straż! Straż! (ang. Guards! Guards!) – humorystyczna powieść fantasy Terry’ego Pratchetta, wydana w 1989 r. W Polsce książka ukazała się po raz pierwszy w 1999 r. nakładem wydawnictwa Prószyński i S-ka (ISBN 83-7469-088-1). Jest to ósma część długiego cyklu Świat Dysku, będąca przy tym pierwszą częścią podcyklu o Straży Miejskiej.
Głównym bohaterem książki jest najwyższy krasnolud świata – Marchewa Żelaznywładsson. Z pewnym zaskoczeniem dowiaduje się on od ojca, że jest człowiekiem, wychowanym przez krasnoludy. Aby uniknąć kłopotów w dotychczasowym domu, zostaje on wysłany do Ankh-Morpork, gdzie wstępuje do lokalnej Straży Miejskiej. Wspólnie z innymi strażnikami – cynicznym kapitanem Samuelem Vimesem, sierżantem Fredem Colonem, oraz Nobby’m Nobbsem (szczęśliwym posiadaczem papierów potwierdzających przynależność do rasy ludzkiej) poznaje zawiłości codziennego życia Ankh-Morpork, przywracając przy tym do życia wiele martwych przepisów prawa. W tym samym czasie paru ludzi przywołuje smoka, za pomocą którego chce przejąć władzę w mieście. Marchewa ze swoimi kompanami, oraz przy pomocy pewnego orangutana oraz pewnej (dość otyłej) damy, walczą ze zbrodnią – z pewnością nie obędzie się bez szturchania pośladków.